# Mechi

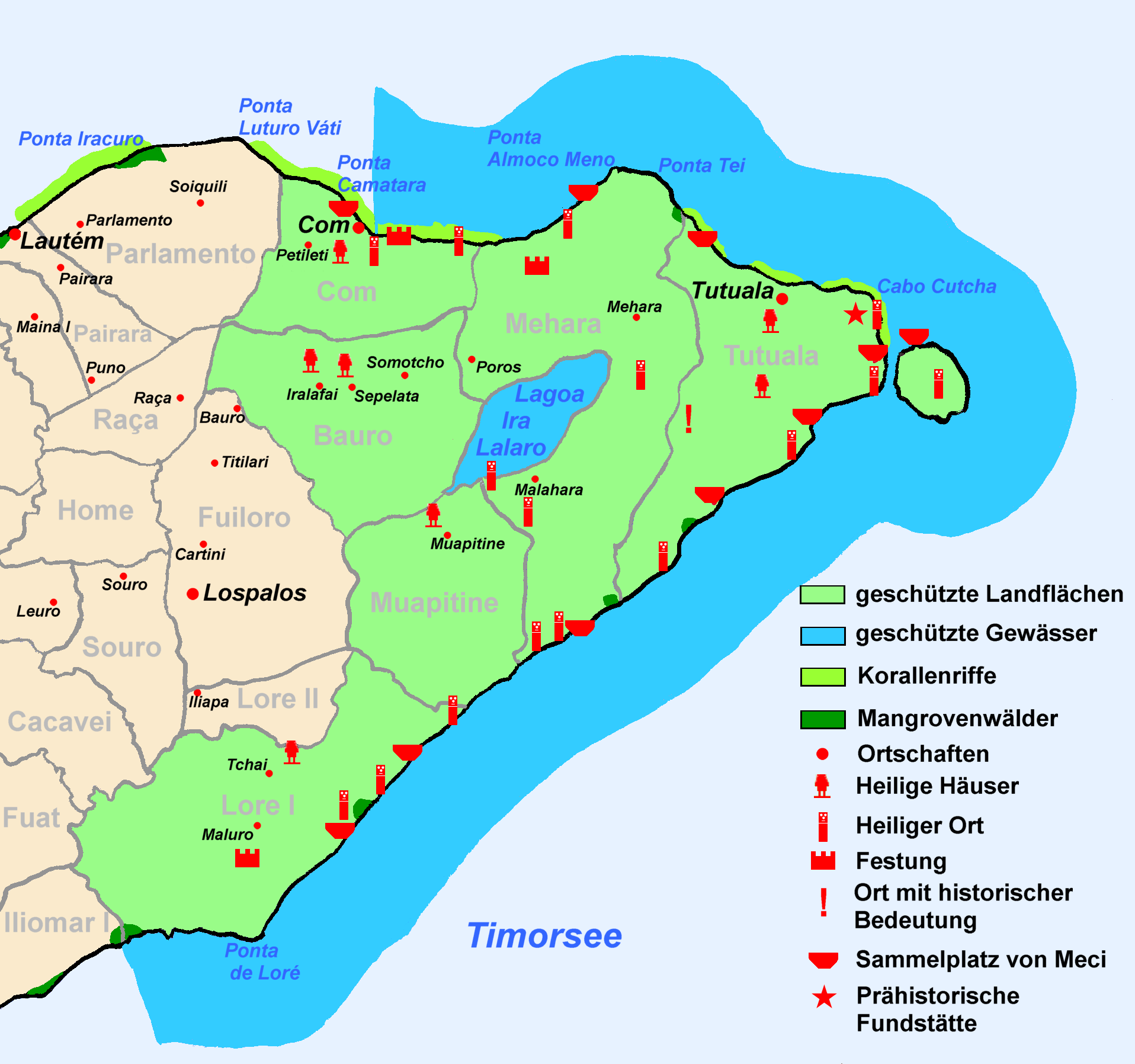
Karte des Nationalparks Nino Konis Santana, in dem sich die meisten Orte der Mechi-Feiern befinden.

Mechi ist ein traditionelles Fest der Fataluku in der osttimoresischen Gemeinde Lautém, bei dem die Geschlechtssegmente der Meci-Würmer gesammelt werden.

## Hintergrund

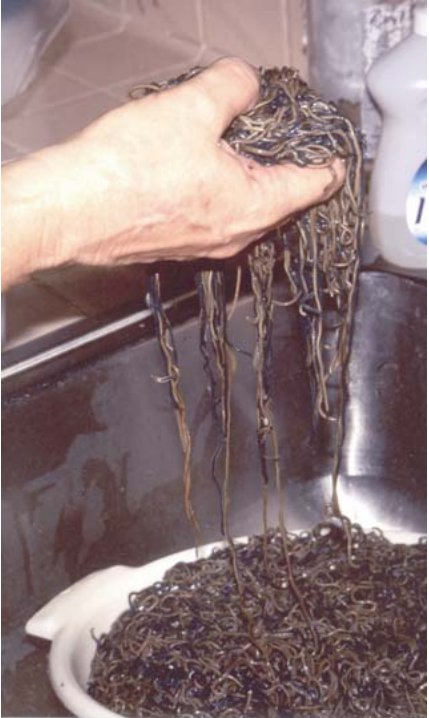
Ergebnis einer Ernte

Das Fest findet zweimal am Anfang des Jahres an der Küste der Verwaltungsämter Lospalos, Lautém und Tutuala statt. Besonders bekannt sind die Feiern am Strand von Valu, nahe dem Ort Tutuala und auf der Insel Jaco, wo die nördlich gelegene Bandasee (Tasi feto, das Frauenmeer) und die südlich gelegene Timorsee (Tasi Mane, das Männermeer) aufeinander treffen. Im letzten Mondviertel vom Februar findet das kleinere Mechi kiik und bei Neumond im März das große Mechi boot statt. Die Ernte dieses maritimen Ringelwurms markiert den Beginn eines neuen Jahreszyklus für die Landwirtschaft und wird in den Dörfern festlich begangen. Vergleichbare Erntefeiern gibt es auf Lombok, Sawu, Roti und Westsumba. Auch im Südpazifik, wo sie als Samoa-Palolos bekannt sind, werden die abgeworfenen Geschlechtssegmente der Meci-Würmer von den Einheimischen gesammelt.
Der Meci-Wurm (Palola viridis), der sich von Algen ernährt, hat gerade in den geschützten Gewässern des Nationalparks Nino Konis Santana ideale Lebensbedingungen. Männchen sind grün-blau, Weibchen rosa bis rotbraun. Sie erreichen Größen von schätzungsweise 12 bis 15 Zentimetern. In den Nächten des Mechi trennen sich die Würmer zur Fortpflanzung von ihren Geschlechtssegmenten. Die sich selbständig fortbewegenden Segmente verteilen dann Sperma und Eier an der Wasseroberfläche, bevor sie nach wenigen Stunden verenden, während der eigentliche Wurm in den Korallen zurückbleibt. Anhand des Mondes und anderer Zeichen können die Einheimischen abschätzen, wie reich die Ernte der Geschlechtssegmente ausfällt.

## Ablauf
Das Fest dauert zwei Tage. Am Tag vor der Ernte versammeln sich Familien und Clans in Camps am Strand. Während einige Essen und Palmwein vorbereiten, verbringen vor allem die Jugendlichen den Tag mit Volleyball, Schwimmen und dem Üben von Liedern und Tänzen für die Ernte der Meci. Die Lieder handeln vom Kreislauf des Lebens der Meci, danken den Ahnen und bitten sie um das Gedeihen der nachfolgenden Generationen und weitere gute Meci-Ernten. So singen die Tänzer in Fataluku: „Mechi cau vari morisa, nia lalu apare, tanalalu apare“ („Durch das Mechi bitten wir um den Segen für eine gute Gesundheit.“). Am Abend beginnen die Menschen, die Würmer mit dem Ernteritual zu rufen. Junge Männer und Frauen, die in farbenprächtige Batik-Sarongs (lipa und kembatik) gekleidet sind, gehen in einer langsamen Prozession zum Strand zu bereitstehenden Einbäumen. Dann fahren sie in den Booten singend über das Wasser. Diese Zeremonie wird danach von einer noch prächtiger gekleideten Gruppe älterer Sänger wiederholt, die mit wertvollen Hochzeitshalsketten geschmückt sind. Diese Morten sind das Symbol der erwachsenen Frauen und des Austausches von Hochzeitsgeschenken. Neben den Liedern in Fataluku werden auch Lieder in der sogenannten „Handelssprache“ Leti gesungen, der Sprache der indonesischen Leti-Inseln, die man segelnd innerhalb eines Tages von Tutuala aus erreichen kann. Traditionell gab es einen regen Handel zwischen den Fataluku und den Leti-Inseln, unter anderem mit den Batik-Sarongs, die während der Zeremonie getragen werden. Seit der Unabhängigkeit Osttimors 2002 ist der traditionelle Handel über die neuen nationalen Grenzen aber zurückgegangen.
Wenn es dunkel geworden ist, beginnen kleine Gruppen mit Fackeln durch das seichte Wasser am Ufer zu ziehen, wo die Würmer, beziehungsweise ihre lichtempfindlichen Segmente, in Massen ablaichen. Diese werden in Körben aus Palmblättern eingesammelt. Das Ufer ist dann mit Feuern erleuchtet und Kinder singen und rufen nach den Meci in ihren Löchern, während sie mit den Armen Wasser und Würmer in die Körbe schaufeln. In dem Lied singen die Kinder das Fataluku-Wort kuinenepe, mit dem sie die Gezeiten und die weiblichen Meci (meci inan) bitten, für sie zu tanzen, was letztlich zu einer großen Ernte führen soll. Die Kinder werden dabei von älteren Verwandten begleitet, die sie anleiten und ihnen die Erntelieder beibringen. Mit ihnen werden Geschichten über die Meci, die Clans (ratu) und die komplexen sozialen Strukturen weitergegeben.
Neben Gesang und Tanz ist auch das Festigen von Bündnissen ein wichtiger Bestandteil des Fests. Die rituellen Führer, die Nololonocaw (Meister des Gesangs, Meister der Wörter), erneuern ihr Bündnis mit der Natur und den Geistern. Die politischen Führer, seien es die traditionellen Liurai oder die gewählten Chefes de Suco, bestätigen ihre Verbindung mit der Bevölkerung.
Die Würmer werden roh mit Chili und Zitrone mariniert und gelten in Form von Salat als Delikatesse. Daneben werden bei dem Festmahl Fisch, Mais, Reis, Bohnen, Palmwein und Betelnüsse gereicht. Die rituellen Opfergaben am Tag nach der Ernte werden fane, das „Füttern der Geister“ genannt.